# 定棲指鰧
定棲指鰧（學名：Dactyloscopus metoecus），為輻鰭魚綱䲁形目指鰧科指鰧屬的一個種，分布於東太平洋墨西哥海域，深度0至18公尺，本魚身體扁平，向尾部逐漸變細，頭大，上部扁平，前部圓而窄，眼突，有長柄，無乳突，鼻孔管狀，後鼻孔開於前鼻孔後，兩唇均有皮瓣，上唇14個，下唇20個，鰓蓋有13個皮瓣，背鰭起點於頸背，背鰭硬棘12-13枚、背鰭軟條25枚、臀鰭硬棘2枚、臀鰭軟條30枚，胸鰭條通常13條，尾基端下方有缺口，尾鰭條不分支，側線連續，在最後一節背棘下方向下彎曲，側線鱗44片，嘴內無色素沉澱，頭頂後部眼後有淡色T形斑塊，上背部有13-15條短深色橫帶，側面廣泛有斑點，有時沿側線和臀鰭基部上方有1-2條條紋，體長可達2.8公分，棲息在沙底質海床，生活習性不明。